# Szerelem zálogba
A Szerelem zálogba (Lo que la vida me robó) 2013 és 2014 között vetített mexikói teleregény, amelyet Juan Carlos Alcalá alkotott. A főbb szerepekben Daniela Castro, Angelique Boyer, Sebastián Rulli, Luis Roberto Guzmán és Sergio Sendel látható. A sorozat a 2003-ban készült Tiszta szívvel című telenovella remakeje.
Mexikóban a Canal de las Estrellas 2013. október 28-án, Magyarországon 2014. március 27-én az RTL II mutatta be.

## Cselekmény
A történet helyszíne Aguazul, egy festői kisváros, ami a Mendoza család otthona. Mendozáék egykor jólétben éltek, de vagyonuk elfogyott hála Gracielának a ház asszonyának, és léhűtő fiának, Dimitrionak. Hogy elkerüljék a szégyent, Graciela lányát, Montserratot egy tehetős férfihoz akarja adni, így a történet elején a lány jegyben jár Sebastian de Icazával. Sebastian épp hazaér Londonból, mikor menyasszonyát egy másik férfival látja csókolózni és azonnal felbontja a jegyességet. Graciela iszonyúan dühös a lányra, ugyanakkor nem tétlenkedik: új jelölt után néz. Következő választottja az az Alejandro Almonte, aki a nagybirtokos Benjamin Almonte törvényen kívüli gyermeke. 
Graciela hosszú évekig volt Benjamin szeretője, de vagyonából halála után semmit se kapott, mivel annak teljes örököse Alejandro lett. Ezzel a friggyel nem csak a Mendoza család kerülne ki a gödörből, de Graciela is részesülne a rég áhított Almonte-vagyonból. Graciela titokban megállapodik Alejandroval, hogy segít elnyerni a lány kegyét cserébe egy kölcsönért. Azt azonban senki nem tudja, hogy Montse szíve már foglalt. Szerelme José Luis Álvarez, egy tengerészkadét akit az elit sosem fogadna be köreibe, így kapcsolatukat titokban tartják. Dimitrio azonban hamar megneszeli, hogy húga szerelmes és megpróbálja kideríteni, ki a választottja. Miközben Graciela és Dimitrio gonosz cselekkel próbálják elválasztani José Luist és Montsét, addig egyre azon mesterkednek, hogy hozzák össze a lányt Alejandroval. Felbérelik a falu táncosnőjét Esmeraldát, hogy hazudja azt, hogy Jose Luis egy szélhámos, aki csak pénzt akar, ennek hatására Montse összetörik és elfogadja Alejandrot párjául.
Jose Luis ezalatt börtönben ül egy olyan bűnért, aminek a felelőse valójában Dimitrio, így képtelen megvédeni magát a rágalmakkal szemben. Ez idő alatt Montse is elkezd ugyan szimpatizálni Alejandroval, de a kezdeti bizalom eltörik már a frigyük előtti napon. Montse jól tudja, hogy nem hátrálhat meg, mert úgy oda az anyagi segítség, ezért feleségül megy Almontéhoz, ugyanakkor az oltár előtt megfogadja, hogy teljes szívéből gyűlölni fogja férjét. Jose Luis az esküvő napján szabadul a fogságból, szerelmét pedig talpig fehérben találja. Tisztázzák a félreértéseiket és csókot váltanak, amiről Alejandro tudomást szerez és azonnal vidéki birtokára viszi feleségét. Ekkor tudja meg ugyanis, hogy a lány csakis érdekből ment hozzá, nem szerelemből. 
A friss házaspár mindkét tagja elárulva érzi magát, és kapcsolatuk sok veszekedéssel, daccal és agresszióval indul. Eközben Jose Luis kétségbeesetten próbálja kinyomozni szerelme hollétét. Mikor sikerrel jár, egy különös egybeesésnek köszönhetően állást tud vállalni az Almonte-birtokon mégpedig álnéven, Antonio Olivaresként. Miután újra találkoznak, Montse és José Luis több ízben megkísérlik a szökést, de tervük mindannyiszor kudarcba fullad. Egy nap Alejandrot lövés éri a földje, miközben Antonioval kilovagol, és bár José Luisnak lenne lehetősége örökre leszámolni riválisával, becsülete erősebb és nem teszi meg. Ehelyett megmenti a sérült férfit, akit ezentúl Montserrat ápol, eközben pedig gyengédség alakul ki kettejük között. Ez a történet fordulópontja, hiszen ezentúl a lány többé nem akar elmenekülni férje elől. Jose Luis azonban továbbra is harcol a szerelemért, noha rendre elutasítást kap. Közben kiderül, hogy Montserrat gyereket vár Alejandrotól. Boldogságuk nem tart soká: fény derül Antonio valódi személyazonosságára. 
Alejandro elzavarja a házból terhes feleségét, gyerekét megtagadja, Jose Luist pedig üldözőbe veszi. Montse immáron szerelmesen a férjébe nehéz szívvel hagyja ott a birtokot. Ideiglenesen apja házába költözik. Jose Luisnak Ángelica, a szomszédos birtok lánya segíti a menekülését. Alejandro pedig elutazik Mariával, akivel együtt nőttek fel és aki gyerekkora óta megszállottan szerelmes a ferfibe. Eltelik 9 hónap. Jose Luis házasodni készül a haldokló Ángelicával, Montse felkészült az egyedülálló anya szerepére, Alejandro és Maria hazaérkezik. Hamarosan Alejandro börtönbe kerül, ugyanis régi ellensége, a város korrupt polgármestere Pedro Medina megvádolja azzal, hogy csak egy imposztor és valójában nem is Benjamin fia, amit manipulált tesztekkel alá is támaszt. 
Miután Montserrat életet ad gyermekének, Alejandro a börtönben ülve kapja meg az apasági tesztet, ami bizonyítja, hogy Laurito az ő fia. Ezt követően mindent megtesz, hogy visszaszerezze Montsét, aki egy jó ideig hajthatatlan marad. Majd megegyeznek, hogy elválnak, hogy a lány immár szabad akaratából dönthesse el, melyik férfivel akarja leélni az életét, és Alejandrot választja. Elválnak, hogy újra összeházasodhassanak. Ezzel egyidőben kisfiukat is megkeresztelik, akinek keresztszülei José Luis és Ángelica lesznek a szülők bizalmának és hűségének jeléül. 
Ezt követően Alejandro újfent börtönbe kerül Pedro Medina mesterkedése nyomán, hiszen megvádolja növények termesztésével, hogy megszerezze a birtok 1 részét. Bűntársként Ángelica apja, Joaquin is börtönbe kerül, aki felakasztja magát mert nyomja a lelkét a titok, hogy a valódi drogtermesztő maga Medina. Alejandronak sikerül egy végzés értelmében kiszabadulnia, majd a faluba érkezik Fabiola Guillén, Benjamin rég nem látott unokahúga. Neki is az örökségre fáj a foga, ezért szövetkezik Pedro Medinaval, hogy ha segít megszerezni neki a teljes Almonte-vagyont, cserébe megkapja a hőn áhított földeket. Pedro az új tervében egy körözött drogkereskedőt küld Almontéhoz, pénzzel teli bőrönddel, hogy újra ráterelje a rendőrség gyanúját. A férfi érkezésekor a rendőrök is azonnal a helyszínen teremnek, ám ekkorra a pénzes bőröndnek már nyoma vész Fabiola ugyanis ellopja és elássa azt a tengerparton, amivel az egész család ellenszenvét kiváltja. A rendőrök így bizonyíték hiányában nem csukják le Alejandrot, aki még aznap este elégeti a parton elásott pénzt José Luis társaságában. 
Fabiola figyelemmel követi az eseményeket és jelent Medinának, aki a tengerészetnél eléri, hogy José Luist leszereljék. Mivel a bizonyíték megsemmisítése is bűncselekmény, mind a két férfira börtön várna, ám José Luis magára vállalja az egészet, hogy Alejandro családjával maradhasson. Csak annyit kér, hogy a rendőrség várja meg míg haldokló felesége, Ángelica eltávozik. Alejandro, hogy mentse magát a sorozatos rágalmak elől el akar szökni külföldre a családjával és a barátaival Victorral és Nadiával, akiket Pedro úgyszintén sakkban tart. Montserrat azonban nem éri el a gépet, mert épp élet és halál között lebeg, Maria féltékenységből lelőtte őt. A szökevények erről mit sem sejtenek de nem várhatnak tovább, felszállnak a géppel. Útjuk során Graciela azzal hívja fel őket, hogy Montserrat meghalt. Ezután a repülőjük pedig 1 műszaki hiba következtében a tengerbe zuhan. Montse csodával határos módon felébred és értesül a baleset híréről, vigasztalhatatlan lesz. 
José Luis eközben a börtönbe vonul. 7 év telik el. Laurito már iskolás, Montserrat üzletasszony lett és anyósával, Rosarióval él, José Luist pedig szabadon engedik. Aguazulban mindenki úgy hiszi, hogy Alejandro, Victor és Nadia elhunytak. Valójában azonban mindnyájan túlélték a zuhanást és Buenos Airesben bújkálnak Pedro elől. Victornak és Nadiának időközben született egy kislánya. Nadia a baleset következtében teljesen megvakult. Alejandro pedig azóta is kómában fekszik egy kórházi ágyon. José Luis továbbra is szerelmes Montséba, ezért szabadulása után újra elkezd neki udvarolni. A lány sokáig ellenáll, de miután rájön, hogy egykori szerelme feláldozta szabadságát az ő családja egységéért újrakezdik kapcsolatukat. Alejandro ezalatt felébred a kómából és kétségbeesetten keresi a módját, hogy felkeresse kisfiát és edesanyját, feleségét ugyanis halottnak hiszi. Medina közben rájön, hogy mindhárman életben vannak, ezért elrabolja Nadia lányát. Rengeteg viszontagság árán Alejandro és Victor hazatérnek Aguazulba, hogy mind Lauritot, mind az elrabolt Victoriát megleljék. A buszról leszállva látják, ahogy egy fiatal házaspár lép ki a templom ajtaján. José Luis és Montserrat összeházasodtak. Mikor hallja, hogy az újdonsült férjet hívja apának gyermeke, Alejandro teljesen összetörik. Azt pedig még Montse sem sejti, hogy ezúttal is összeesküvés áldozataként ment férjhez, hiszen vőlegénye pontosan tudta, hogy Alejandro életben van. 
Míg nászúton van az ifjú pár, a férfi anyja, és Graciela is rájön, mi történt vele az elmúlt 7 évben, de ami még inkább nehezíti a dolgot az az, hogy bujkálnia kell Pedro Medina elől, mert ő szintén gyanakszik hogy Alejandro magához tért, ráadásul számára Graciela tartozik egy szívességgel. Alejandro, aki immár hamis per során elvesztette a jogot az Almonte névre tudja, hogy José Luis többé nem fogja őt segíteni, hiszen végre megkapta álmai asszonyát, és már a falu rendőrfőnökeként dolgozik, tehát bármikor be is börtönözhetné őt. Miután hazaérkeznek útjukról, hamarosan Montserrat is újra találkozik Alejandroval, akit még mindig ugyanolyan elánnal szeret, mint annak idején. Azonnal elkezdik tervezgetni, hogyan lehetnének újra együtt, ám ez ezúttal sokkal nehezebb, hiszen a lány házas, ráadásul José Luis gyanakszik, hogy Alejandro esetleg magához tért. Montse bejelenti a válási szándékot nem sokkal az esküvő után, ám Jose Luis sokszor erőszakkal is – rabságban tartja. Azon a napon, mikor végre sikerül elszöknie a szerelmeseknek, Montserratról kiderül, hogy állapotos, és José Luis a gyerek apja. Alejandro büszkeséggel és haraggal telve fújja le a tervet és szakít a lánnyal, mígnem szerettei jobb belátásra bírják. 
Egy nap José Luis információt kap Máriatól, melyik szállodában találkozgat Alejandro és Montse, a féltékeny férj pedig rendőri hatalmával visszaélve beront a hotelbe, és agresszívan elrángatja nejét. Az este kis híján a két férfi tűzpárbajával zárul, ám Montse José Luis házában marad, hogy senkinek se essen baja. Közben Pedro Medinától kiszabadítják Victorék gyermekét, majd valaki lelövi Pedrot a saját otthonában, ám a teste nyomtalanul eltűnt. Mindenki úgy gondolja, halott lehet, ám Nadia tart tőle, hogy ismét aljas tréfát űz velük a volt férje. José Luis az alkoholizmusba menekül, és szabadon engedi nejét abban a tudatban, hogy elég bizonyítéka van, hogy Alejandrot visszaküldje a sittre, ám, mikor belátja tévedését visszakozik. Végül egy álmában jelenik meg Ángelica, az elhunyt felesége, aki rávezeti őt, hogy mégis térjen észhez ebből a megszállott szerelemből. Montse és Alejandro végre együtt lehetnek. Ezt követően a történet szereplőit kisebb-nagyobb sorscsapások érik. Alejandrot megmérgezi Maria. Victor és Nadia házát, később pedig az esküvőjük helyszínét is ellepik a skorpiók, ami egy Mexikó-szerte híres bűnöző jelképe. Mindegyik eset mögött Pedro Medina áll, ezt pedig már az érintettek is sejtik. Azonban senki sem tudja, ki mentette meg a férfi életét a súlyos seb után. 
Az Alejandrot ért mérgezést követően lép színre Pedro az ellenanyaggal, de cserébe érte alkut ajánl Montserratnak, mégpedig, hogy ha megmenti a férjét, cserébe segít Pedronak visszaszerezni Nadiáék lányát. A kényszerhelyzetben a lány belemegy az egyezségbe. Ezután megszületik Montse és José Luis kislánya, aki a Romina nevet kapja, és akit mind José Luis, mind Alejandro sajátjának tekint , ami később további konfliktusokat szül kettejük között. Egy váratlan napon hívja Montserratot Pedro, hogy betartassa az adott szavát. Montserrat természetesen ennek ellenére megtagadja a kérést. Medina emberei először csapdába ejtik Montsét, majd elrabolják házukból mind a három gyereket: Laurot, Rominát és Victoriát. Míg José Luis és Alejandro kétségbeesetten kutatják Montsét, nem is sejtik, hogy hazaérve még több problémával néznek szembe. 
A gyerekekre hónapokig nem találnak rá, majd az immár tengerész hadnaggyá avanzsált Dimitrio csapata deríti fel őket. Elsőként Victoriát találják meg, Laurot és Rominát azonban robbanószerrel felszerelt ketrecekben rejtegetik. A két kétségbeesett apa, José Luis és Alejandro is a megmentésükre siet, ám Alejandrot egy lövés éri. José Luisnak kell hát kiszabaditania a bezárt gyermekeket, azonban a robbanószerkezet deaktiválására 1 perce van. Így csak az egyik kicsit mentheti meg, nem tudván, hogy saját lánya melyikben van. Csodával határos módon mégis sikerül letépnie mindkét bombát, a második azonban még a kezében felrobban. Megérkezik Mendoza hadnagy, Medinát börtönbe viszik, Lauritot és Rominát pedig haza az édesanyjukhoz. Montserrattal közlik, hogy az egyik férfi elhunyt az akció során. A film ezen pontján még nem derül ki, hogy Alejandro, vagy José Luis az áldozat. Majd egész Aguazul gyászruhát ölt és elmegy a temetésre, ahonnan Montserrat a gyerekekkel kisétál Alejandro karján.

## Szereplők
| Színész             | Szereplő                                           | Magyar hang           |
| ------------------- | -------------------------------------------------- | --------------------- |
| Daniela Castro      | Graciela Giacinti de Mendoza / Gaudencia Jiménez   | Szórádi Erika         |
| Angelique Boyer     | Montserrat Mendoza Giacinti                        | Zakariás Éva          |
| Sebastián Rulli     | Alejandro Almonte                                  | Tokaji Csaba          |
| Luis Roberto Guzmán | José Luis Álvarez / Antonio Olivares               | Pál Tamás             |
| Sergio Sendel       | Pedro Medina                                       | Kárpáti Levente       |
| Rogelio Guerra      | Lauro Mendoza                                      | Forgács Gábor         |
| Eric del Castillo   | Anselmo Quiñones                                   | Várday Zoltán         |
| Grettell Valdez     | María Zamudio                                      | Szabó Zselyke         |
| Alberto Estrella    | Juventino Zamudio                                  | Petridisz Hrisztosz   |
| Ana Bertha Espín    | Rosario Domínguez                                  | Menszátor Magdolna    |
| Juan Carlos Barreto | Macario Peralta                                    | Galbenisz Tomasz      |
| Gabriela Rivero     | Carlota Mendoza                                    | Kiss Erika            |
| Luis Uribe          | Ignacio Robledo                                    | Barbinek Péter        |
| Osvaldo Benavides   | Dimitrio Mendoza Giacinti                          | Moser Károly          |
| Verónica Jaspeado   | Josefina Valverde                                  | Németh Kriszta        |
| Margarita Magaña    | Esmeralda Ramos de Solares                         | Dögei Éva             |
| Carlos de la Mota   | Refugio Solares                                    | Pálmai Szabolcs       |
| Alejandro Ávila     | Víctor Hernández                                   | Vida Péter            |
| Lisset              | Fabiola Guillén Almonte / Fabiola Almonte Giacinti | Kisfalvi Krisztina    |
| Francisco Gattorno  | Sandro Narváez                                     | Czvetkó Sándor        |
| Ferdinando Valencia | Adolfo "Adolfito" Argüelles                        | Renácz Zoltán         |
| Marco Uriel         | Efraín Loreto                                      | Bácskai János         |
| Isabella Camil      | Amelia Bertrand de Arechiga                        | Farkasinszky Edit     |
| Luis Xavier         | Joaquín Arechiga                                   | Gubányi György István |
| Ilithya Manzanilla  | Angélica Arechiga Bertrand                         | Lamboni Anna          |
| Natalia Juárez      | Virginia Arechiga Bertrand                         | Pekár Adrienn         |
| Alejandra Procuna   | Dominga García de Peralta                          | Udvarias Anna         |
| Iván Caraza         | Tomás Valverde                                     | Seder Gábor           |
| Patricia Conde      | Prudencia Robledo                                  | Halász Aranka         |
| Alexis Ayala        | Ezequiel Basurto                                   | Kapácsy Miklós        |
| Jéssica Mas         | Mónica Rentería                                    | Ruttkay Laura         |
| Luis Gatica         | Bruno Gamboa                                       | Dányi Krisztián       |
| Alfredo Adame       | Benjamín Almonte                                   | Törköly Levente       |
| Osvaldo de León     | Sebastián de Icaza                                 | Kossuth Gábor         |
| Juan Romanca        | Gaspar Zamudio                                     | Vári Attila           |

## A sorozat készítése
A telenovella forgatása hivatalosan 2013. augusztus 2-án kezdődött a Campeche államban. Az első megerősített szereplők Sebastián Rulli és Angelique Boyer mellett többek között Osvaldo Benavides és Grettell Valdez, aki a főgonosz szerepét játssza.  Mivel a telenovella a forgatásban és a fejezetekben jobban kiterjedt, több fejezetet külső helyszíneken és a Campeche államban található Hacienda Uayamónban vettek fel, ahol a hőmérséklet 30 fokos volt, és 16 órán át tartott a munka. 2013-ban a felvételek megkezdése után néhány héttel a telenovella felfüggesztette a felvételeket a rossz időjárás miatt.
A Twitteren számos fotót tettek közzé, néhányat Yucatán strandjain és történelmi utcáin, valamint Telchac Puerto, Celestún és Mérida, Yucatán városában készültek.

## Fordítás
- Ez a szócikk részben vagy egészben  a   Lo que la vida me robó című spanyol Wikipédia-szócikk ezen változatának fordításán alapul.  Az eredeti cikk szerkesztőit annak laptörténete sorolja fel. Ez a jelzés csupán a megfogalmazás eredetét és a szerzői jogokat jelzi, nem szolgál a cikkben szereplő információk forrásmegjelöléseként.